# Robert Askin

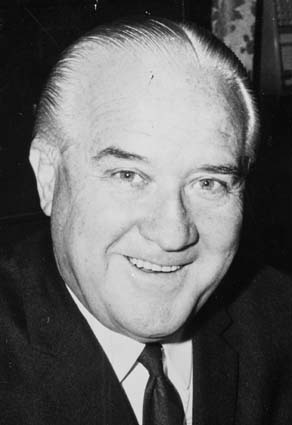
Sir Robert Askin (1966)

Sir Robert „Bob“ Robin William Askin, GCMG (* 4. April 1907 in Sydney; † 9. September 1981 ebenda) war ein australischer Politiker der Liberal Party of Australia, der unter anderem zwischen 1950 und 1975 Mitglied im Parlament von New South Wales sowie von 1965 bis 1975 Premierminister von New South Wales war.

## Leben

### Bankangestellter, Zweiter Weltkrieg und Mitglied des Parlaments von New South Wales
Robert „Bob“ Robin William Askin war der älteste von drei Söhnen des Seemanns und späteren Straßenbahnfahrers William James Askin und der Witwe Ellen Laura Halliday. Nach dem Besuch der Glebe Public School und des Sydney Technical High verbrachte er einige Zeit in Stuart Town bei Orange. Er nahm 1922 als Fünfzehnjähriger eine berufliche Tätigkeit bei der New South Wales Government Savings Bank auf und wechselte 1931 zur Rural Bank, in der er zum Leiter der Serviceabteilung aufstieg. Er engagierte sich zudem von 1934 bis 1939 als Vorstandsmitglied des Schwimmverbandes New South Wales Swimming Association zwischen 1939 und 1940 als Vizepräsident der Bankangestelltengewerkschaft United Bank Officers’ Association. Während des Zweiten Weltkrieges trat er in die 2nd Australian Imperial Forces (2nd AIF) ein und diente von 1941 bis 1946 in Neuguinea und Borneo als Sergeant im 2/31st Battalion unter dem Kommando von Oberstleutnant Murray Robson, der von 1936 bis 1957 Mitglied der Legislativversammlung war. Nachdem er vergeblich versucht hatte in Banjarmasin ein Handelsgeschäft zu eröffnen, kehrte er 1946 nach Australien zurück und wurde wieder Mitarbeiter der Rural Bank. Er war Präsident der Rural Bank Branch Bank Officers' Association, der Vereinigung der Angestellten der Zweigstellen dieser Bank.
1947 trat Bob Askin der Liberal Party of Australia als Mitglied bei und war unter anderem Vorsitzender des Ortsverbandes Manly. Bei der Wahl vom 17. Juni 1950 wurde er erstmals zum Mitglied im Parlament von New South Wales gewählt und vertrat nach seinen darauf folgenden Wiederwahlen in der dortigen Legislativversammlung (NSW Legislative Assembly) bis zum 19. Oktober 1973 den Wahlkreis Collaroy, wobei er sein bestes Wahlergebnis in diesem Wahlkreis mit 73,19 Prozent bei der Wahl vom 1. Mai 1965 erzielte. Neben seiner Abgeordnetentätigkeit war er zwischen 1953 und 1957 auch Eigentümer der Tageszeitung Manly-Warringah News sowie von 1953 bis 1955 Vorstandsmitglied der Wohltätigkeitsorganisation Food for Babies and Good Samaritan Fund. Ferner fungierte er als Direktor von TNT Limited sowie anderer Unternehmen.

### Parteivorsitzender, Oppositionsführer und Premierminister

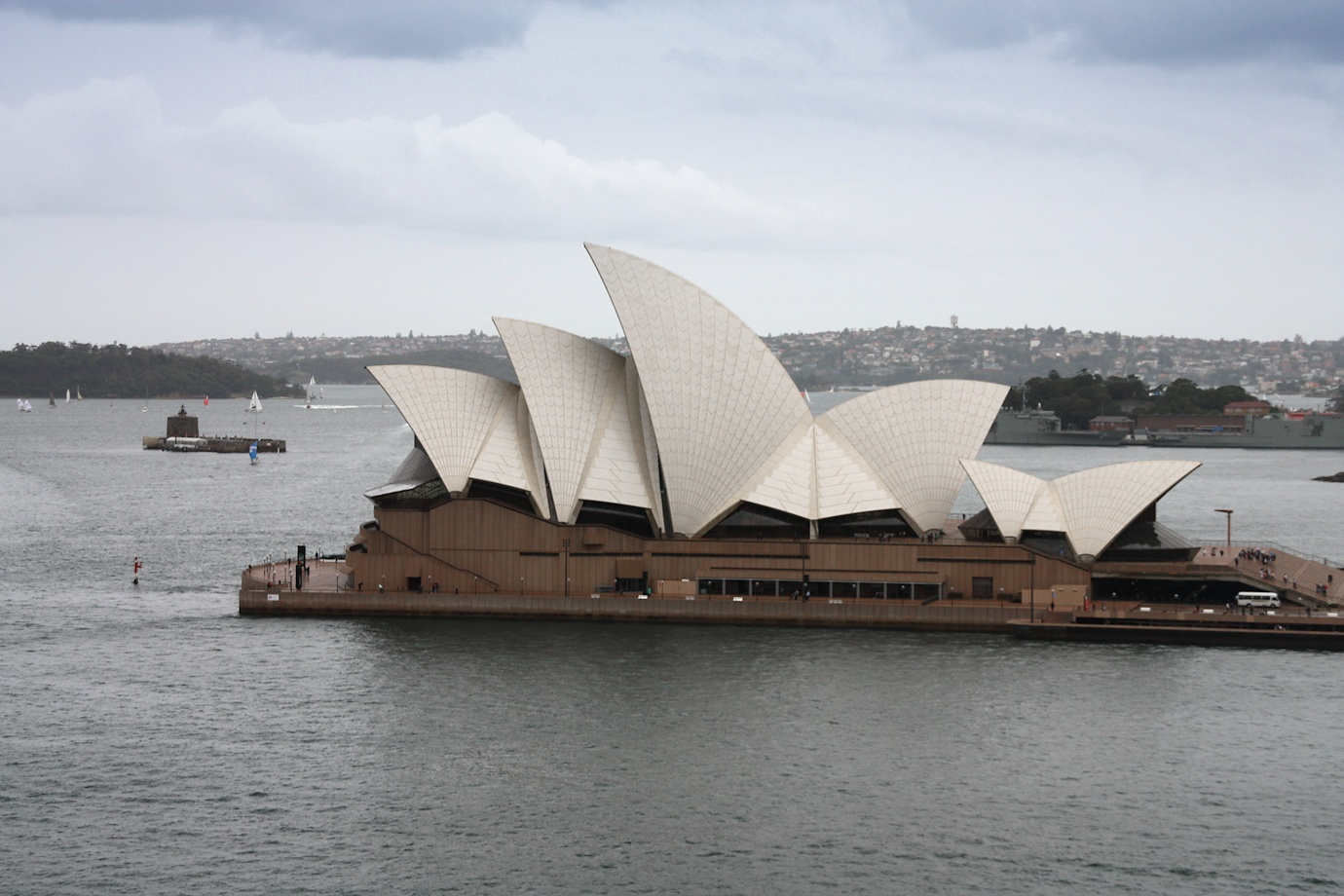
Askin lehnte den Bau des Sydney Opera House ab.

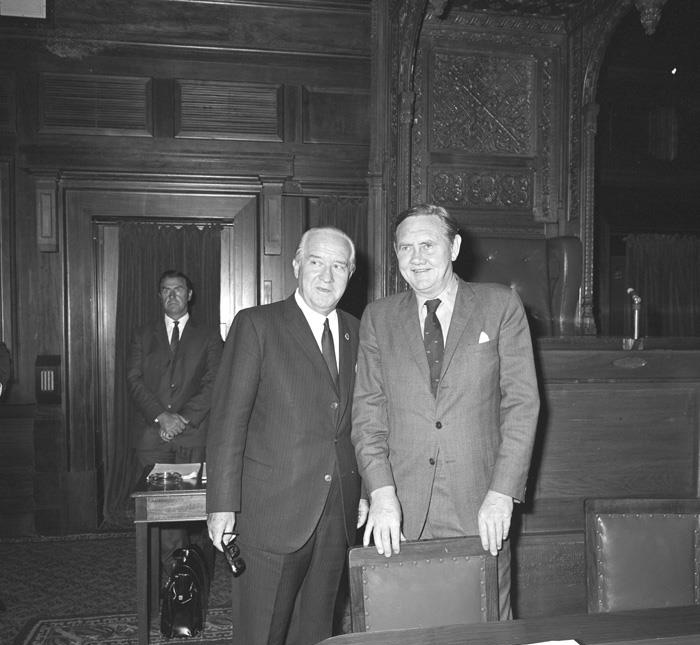
Askin mit dem Premierminister Australiens John Gorton (1971)

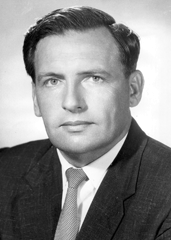
Thomas „Tom“ Lewis, der 1975 Askins Nachfolger als Vorsitzender der Liberal Party und als Premierminister von New South Wales wurde.

Als Nachfolger von Walter Howarth wurde Robert Askin im August 1954 Deputy Leader of the New South Wales Liberal Party und war damit bis zu seiner Ablösung durch Eric Willis im Juli 1959 stellvertretender Vorsitzender der Liberalen Partei in diesem Bundesstaat. Am 17. Juli 1959 wurde er schließlich Nachfolger von Pat Morton als Leader of the New South Wales Liberal Party und damit Vorsitzender der Liberalen Partei in New South Wales. Diese Funktion hatte er fast 16 Jahre lang bis zum 3. Januar 1975 inne und wurde danach von Thomas „Tom“ Lewis abgelöst. Zugleich war er zwischen Juli 1959 und Mai 1965 Leader of the Opposition und damit Oppositionsführer in der Legislativversammlung.
Bei der Wahl am 1. Mai 1965 gewann die Liberal Party 49,82 Prozent der Stimmen und 47 der 94 Sitze in der Legislativversammlung. Sie wurde zwar stärkste Kraft, verpasste aber die absolute Mehrheit von 48 notwendigen Mandaten knapp um einen Sitz. Dennoch wurde Bob Askin am 13. Mai 1965 als Nachfolger von Jack Renshaw von der Australian Labor Party neuer Premierminister von New South Wales und bekleidete dieses Amt fast zehn Jahre lang bis zum 3. Januar 1975. Zugleich übernahm er in seinem Kabinett zwischen dem 13. Mai 1965 und dem 3. Januar 1975 den Posten als Schatzminister (Treasurer). Bei der Wahl vom 24. Januar 1968 gewann die Liberale Partei mit 49,09 Prozent der Stimmen und mit 53 der 94 Mandate eine deutliche absolute Mehrheit, während die Labour Party unter Jack Renshaw weitere sechs Sitze verlor und mit 43,1 Prozent nur noch mit 39 Abgeordneten in die Legislativversammlung einzog. Bei der Wahl vom 13. Februar 1971 errang die Labour Party unter dem neuen Spitzenkandidaten Pat Hills zwar mit 45,02 Prozent mehr Stimmen als die Liberal Party, die 44,39 Prozent erhielt. Aufgrund des Wahlsystems entfielen jedoch 49	Mandate und damit weiterhin eine absolute Mehrheit an die Liberalen, während die Arbeiterpartei mit 45 Abgeordneten in die NSW Legislative Assembly einzog. Bei der Wahl vom 17. November 1973 errang die Liberal Party 44,33 Prozent und die Labour Party unter Pat Hills 42,93 Prozent, woraufhin die Liberalen 52 und die Arbeiterpartei 44 in der nunmehr 99-köpfigen Legislativversammlung erhielten.
Askin lehnte den Bau des Sydney Opera House ab. Die steigenden Baukosten, aber auch künstlerische Differenzen führten zum Zerwürfnis zwischen der federführenden Regierung des australischen Bundesstaates New South Wales unter dem konservativen Premierminister Askin und dem Architekten Jørn Utzon. Das zunächst veranschlagte Budget von 3,5 Millionen US-Dollar reichte bei weitem nicht aus, um die statisch anspruchsvolle Dachkonstruktion und die ausgeklügelte Inneneinrichtung zu finanzieren. Als die Kosten 57 Millionen Dollar erreichten, forderte Askin ein Ende der unabsehbaren Kostensteigerungen. Als Jørn Utzon sich weigerte, einer billigeren Kompromisslösung für die Innenausstattung zuzustimmen, wurde er 1966 aus dem Projekt ausgeschlossen. Schließlich wurden Utzon die Gelder gesperrt und er konnte seine Mitarbeiter nicht mehr bezahlen. In der Erwartung, wieder zurückgebeten zu werden, verließ Utzon im Februar 1966 seine Baustelle. Seine völlig überraschende Abreise war der Höhepunkt der in aller Öffentlichkeit ausgetragenen Auseinandersetzung. Utzon setzte nie wieder einen Fuß auf australischen Boden. Eine Gruppe junger australischer Architekten sowie ein Team aus Ingenieuren um Ove Arup brachten das Werk zu Ende. Askin, der sich als lebenslanger Schirmherr und Beiratsmitglied für die Tierschutzgesellschaft Royal Society for Prevention of Cruelty to Animals sowie als Mitglied auf Lebenszeit der Royal Commonwealth Society engagierte, erhielt 1966 einen Ehrendoktortitel für Literatur der University of New South Wales (UNSW) und wurde 1967 Trustee für den Sydney Cricket Ground, ein Sportstadion in Moore Park, einem Vorort von Sydney.
Im Zuge der „New Year Honours“ wurde Robert Askin am 31. Dezember 1971 zum Knight Commander des Order of St Michael and St George (KCMG) geschlagen, so dass er seitdem den Namenszusatz „Sir“ führte. Bei der Wahl vom 17. November 1973 wurde er nunmehr im neu geschaffenen Wahlkreis Pittwater mit 15.522 Stimmen (64,01 Prozent) wieder zum Mitglied der Legislativversammlung gewählt, der er bis zu seinem Mandatsverzicht am 3. Januar 1975 angehörte. Er wurde zudem 1974 Vorsitzender des Treuhänderrates des Randwick Racecourse, eine Rennbahn für Pferderennen in den östlichen Vororten von Sydney. Nach seinem Ausscheiden aus Regierung und Parlament wurde er am 14. Juni 1975 im Rahmen der Birthday Honours zum Knight Grand Cross des Order of St Michael and St George (GCMG) erhoben. Die am 5. Februar 1937 mit Mollie Isabelle Underhill geschlossene Ehe blieb kinderlos.

## Hintergrundliteratur
- Geoffrey Reading: High climbers. Askin and others, Sydney 1989
- David Clune, Ken Turner: The Premiers of New South Wales 1856–2005. Volume 2, 1901–2005, The Federation Press, 2005
- Norman Abjorensen: Leadership and the liberal revival. Bolte, Askin and the post-war ascendancy, Melbourne 2007